# Ali Bouafia
Ali Bouafia (Mulhouse, 5 agosto 1964) è un ex calciatore francese naturalizzato algerino, di ruolo centrocampista.